# Arado Ar E.381
De Arado Ar E.381 was een project voor een miniatuur-jachtvliegtuig dat werd ontwikkeld door de Duitse vliegtuigontwerper Arado.

## Ontwikkeling
Het Reichsluftfahrtministerium schreef tegen het einde van 1944 een specificatie uit voor een “Parasitjäger”, een klein jachtvliegtuig dat moest worden vervoerd door een “moedervliegtuig”. Hiervoor werden door Messerschmitt de Me P.1103/I, Me P.1103/II, Me P.1104/I en de Me P.1104/II ontwerpen ingeleverd, door Sombold de So 344 en door Zeppelin de “Rammer”. Door Arado werd het Ar E.381 ontwerp ingeleverd. Dit ontwerp doorliep verschillende ontwerpfasen maar alle ontwerpen waren gebaseerd op een basisontwerp. Hierbij ging men uit van een gepantserde buis als romp.
Het toestel zou onder de romp van de viermotorige Arado Ar 234C-3 straalbommenwerper worden vervoerd. Om genoeg ruimte te krijgen tussen het toestel en de grond werd het toestel ver naar achteren geplaatst. Het toestel werd op ongeveer 1.000 m boven de bommenwerperformaties gebracht. Nadat het was afgeworpen werd er in een snelle duikvlucht een aanval uitgevoerd waarbij een snelheid van 820 km/uur werd bereikt. Na de aanval en nog steeds in de duikvlucht werd de raketmotor gestart. Deze werd gebruikt voor het uitvoeren van een tweede aanval. Na het uitvoeren van de aanvallen werd een lange zweefvlucht naar de thuisbasis uitgevoerd. Na de landing werd het toestel gedemonteerd en met een vrachtwagen teruggebracht naar de hangar waar het werd voorbereid op de volgende vlucht.
Er werd een model op ware grootte gebouwd en er gaan tevens geruchten dat hiermee één onbemande vlucht is uitgevoerd. Het toestel zou hiervoor de lucht in gesleept zijn. Men had bij Arado berekend dat men voor de bouw van een toestel 600 manuren nodig zou hebben. Er zijn uiteindelijk geen toestellen gebouwd die voorzien waren van de raketmotor en het RLM heeft geen van de ingediende ontwerpen voor de parasietjager in productie genomen.

## Uitvoeringen

##### Eerste uitvoering
De eerste uitvoering ging uit van een romp met een ronde doorsnede. Hierin was in de neus een klein rond raampje aangebracht voor de piloot. De rest van de cockpit was hier ook aangebracht. De piloot lag in de cockpit en beschikte hier over erg weinig ruimte. Hij had toegang tot de cockpit via een luik in de bovenkant van de romp. Dit had echter wel tot gevolg dat de piloot zich in het toestel moest bevinden voordat het aan het “moedervliegtuig” werd aangebracht. Hierdoor was er echter geen mogelijkheid meer om te ontsnappen in geval van nood. Een 5 mm dikke bepantsering beschermde de gehele romp en de cockpit was afgesloten met een 140 mm dik raam. In de rompzijkant waren twee “bulten” aangebracht waarin de piloot zijn ellebogen kwijt kon.
De motor was een Walter HWK 109-509A-2 vloeibare brandstof raketmotor. De C-stoff voor de motor bevond zich in twee brandstoftanks die naast de cockpit was aangebracht, de T-Stoff werd vervoerd in een tank die zich bij de voeten van de piloot bevond. De motoruitlaat bevond zich onder de staartsectie.
De vleugels waren recht uitgevoerd en in het midden van de rompzijkant geplaatst. De staartsectie was met twee richtingsroeren uitgerust.
De landing werd uitgevoerd op een landingsski. Er waren door deze constructie geen remmen maar men maakte gebruik van een remparachute. Deze was in het achterste deel van de romp aangebracht.
De bewapening bestond uit een 30 mm MK108 kanon met 60 schoten. Deze bevond zich in de uitstulping boven de vleugels.
Spanwijdte: 5 m. lengte: 4,95 m.
Maximumsnelheid: 900 km/uur.

##### Tweede uitvoering.
De tweede uitvoering beschikte over iets grotere afmetingen, vooral de rompneus was vergroot. De piloot lag nog steeds in de cockpit maar had nu in ieder geval een beter zicht. Ook de staartsectie was aangepast, de richtingsroeren waren verkleind en ronder uitgevoerd.
De motor was nu een Walter HWK 109-509B vloeibare brandstof raketmotor. Het 30 mm MK108 kanon beschikte nu echter maar over 45 schoten.
Spanwijdte en maximumsnelheid was gelijk aan het eerste ontwerp. De lengte was toegenomen tot 5,70 m.

##### Derde uitvoering.
In deze uitvoering had men de afmetingen nogmaals vergroot en had men de romp een driehoekige vorm gegeven. De vleugels waren tegen de rompbovenkant geplaatst. Er was ook een nieuwe staartsectie geplaatst die hoger op de rompachterkant was geplaatst. Men had nu door een deur in de rompzijkant toegang tot de cockpit.
De bewapening bestond deze keer uit zes of acht RZ65 of 73 lucht-lucht raketten. Deze waren in de voorrand van de vleugels aangebracht.